# Crotalaria perpusilla
Crotalaria perpusilla är en ärtväxtart som beskrevs av Collett och William Botting Hemsley. Crotalaria perpusilla ingår i släktet sunnhampor, och familjen ärtväxter. Inga underarter finns listade i Catalogue of Life.